# بالیموف
بالیموف (به لاتین: Bolimów) در لهستان با جمعیت ۹۳۰ نفر است که در Gmina Bolimów واقع شده‌است.